# Mike Taylor (allenatore di pallacanestro)
Michael Richard Taylor, detto Mike (Williamsport, 29 agosto 1972), è un allenatore di pallacanestro statunitense.

## Carriera
Dal 2012 al 2014 ha guidato i Maine Red Claws della NBA D-League.